# Asura suffusa
Asura suffusa är en fjärilsart som beskrevs av Max Wilhelm Karl Draudt 1914. Asura suffusa ingår i släktet Asura och familjen björnspinnare. Inga underarter finns listade i Catalogue of Life.